# Bel Aire (Kansas)
Pour les articles homonymes, voir Bel Aire.
Bel Aire est une municipalité américaine située dans le comté de Sedgwick au Kansas. Lors du recensement de 2010, sa population est de 6 769 habitants.

## Géographie
Bel Aire fait partie de l'agglomération de Wichita, la plus grande ville du Kansas. Elle se trouve au nord-est de la ville.
Selon le Bureau du recensement des États-Unis, la municipalité s'étend en 2010 sur une superficie de 6,86 milles carrés (17,77 km2), dont 0,03 mille carré (0,08 km2) d'étendues d'eau.

## Histoire
Des fermiers s'implantent dans la région dès les années 1860.
Dans les années 1950, des habitants du lieu souhaitent se raccorder au réseau d'eau potable de Wichita. Face au refus de la ville, ils se regroupent en 1955 au sein d'un district d'aménagement pour l'eau (en anglais : improvement district for water). Le district compte alors une centaine de résidents.
Bel Aire poursuit son développement, avec notamment la création de zones commerciales. Elle devient une municipalité le 26 novembre 1980. Au début des années 2000, la municipalité annexe des territoires voisins et créée une zone industrielle.

## Démographie
La population de Bel Aire est estimée à 7 914 habitants au 1er juillet 2017.
| Groupe          | Bel Aire (2016) | Kansas (2017) | États-Unis (2017) |
| --------------- | --------------- | ------------- | ----------------- |
| Blancs          | 82,9            | 86,5          | 76,6              |
| Afro-Américains | 9,1             | 6,2           | 13,4              |
| Asiatiques      | 4,5             | 3,1           | 5,8               |
| Métis           | 1,3             | 3,0           | 2,7               |
| Amérindiens     | 0,9             | 1,2           | 1,3               |
|                 |                 |               |                   |
| Hispaniques     | 4,3             | 11,9          | 18,1              |

Le revenu par habitant était en moyenne de 36 459 dollars par an entre 2012 et 2016, au-dessus de la moyenne du Kansas (28 478 dollars) et de la moyenne nationale (29 829 dollars). Sur cette même période, 5,2 % des habitants de Bel Aire vivaient sous le seuil de pauvreté (contre 12,1 % dans l'État et 12,7 % à l'échelle des États-Unis).